# Eucalyptus caleyi
Eucalyptus caleyi är en myrtenväxtart som beskrevs av Joseph Henry Maiden. Eucalyptus caleyi ingår i släktet Eucalyptus och familjen myrtenväxter. Inga underarter finns listade i Catalogue of Life.